# 非訟事件手続法
非訟事件手続法（ひしょうじけんてつづきほう）は、非訟事件に関する手続について定めた日本の法律である。以下の3つの法律が存在する。
- 非訟事件手続法（平成23年法律第51号）（現行）
  - 新法。5編122条（制定時、平成29年6月2日法律第45号による改正で第85条から第91条まで削除されたが、令和3年4月28日法律第24号による改正で第85条から第91条は、制定時とは別の規定となった。）からなる。2011年（平成23年）5月25日公布、2013年（平成25年）1月1日施行。
- 外国法人の登記及び夫婦財産契約の登記に関する法律（旧非訟事件手続法、明治31年法律第14号）
  - 旧法。新法制定後は、外国法人登記および夫婦財産契約登記に関する規定を残し題名が改題された。1898年（明治31年）6月21日に公布され、旧規定の民法関係は民法施行日である1898年（明治31年）7月16日に、商法関係は商法施行日である1899年（明治32年）6月16日に施行された（附則1条[1]）。
- 旧々法。非訟事件手続法（明治23年法律第95号）。5編43条からなる。1890年（明治23年)10月4日に公布され、1893年（明治26年)1月1日に施行された（上諭）。旧法の施行により廃止された。

非訟事件の意義については非訟事件の項目に委ねることとし、本項では法律の構成や問題点等を中心に触れることにする。以下は新法施行前の旧非訟事件手続法に関する記述である。

## 構成及び内容（旧法）
旧法は、以下のような手続を規定していた。

### 第1編 総則
他の多くの法律と同様、冒頭に非訟事件手続全体の総則となる規定が置かれており、第2編以下以外の非訟事件手続についても原則として本編の規定が適用される。
ただし、当事者間の私法上の権利関係を確定することを目的としないがゆえに性質上非訟事件手続に属すると理解されている配偶者からの暴力の防止及び被害者の保護等に関する法律に定める保護命令に関する手続については、民事訴訟法の規定を準用する旨の規定が置かれていたり（同法21条）、講学上訴訟とも非訟とも解釈が分かれている手続についてもやはり民事訴訟法の規定を準用することが多いため、総則性が必ずしも貫徹されているわけではない。

### 第2編 民事非訟事件
民法（明治29年法律第89号）に実体的な根拠がある非訟事件に関する個別的な手続規定が置かれている。具体的には、弁済期前の債権者代位権行使に関する手続、共有物分割の際の証書保存者の指定に関する手続、弁済供託に関する供託所の指定等に関する手続、買戻権消滅のための鑑定に関する手続などが規定されている。
しかし、民法に実体的な根拠がある事件類型の全てが本編に規定されているわけではなく、家庭裁判所に管轄がある非訟事件に関する個別的な手続は、家事審判法による委任を受けた家事審判規則に規定が設けられている。家庭関係等に関する非訟事件手続ももともとは本法に個別的な規定があったが、家事審判法の制定に伴い削除されたものである。
また、旧信託法（大正11年法律第61号、現行の公益信託ニ関スル法律）が制定された際、信託法に実体的な根拠がある非訟事件に関する手続規定も本編に追加された。しかし、現行信託法（平成18年法律第108号）の制定に伴い、信託法に根拠がある手続規定は削除された。
また、本編には、117条から122条にかけて法務局に管轄がある「外国法人及ビ夫婦財産契約ノ登記」に関する規定が置かれている。これは、本法が制定された当時、登記事務を裁判所が行っていたことの名残であり、第二次世界大戦後の法改革により登記事務が裁判所から法務局に移管したにもかかわらず、登記に関する規定が未整理のまま本法に残ったことによる。そのため、この部分は現在では管轄の点から非訟事件に関する規定とは言えず、本法の中でも異質な存在となっている。ただし、一般社団法人に関する登記や会社に関する登記等については、法改正により本法から規定が削除された。

### 第3編 公示催告事件[3]
申立てに基づき、裁判所が不分明の利害関係人に対する公告をし、権利等の届出の催告を行い（公示催告）、誰からも権利等の届出がされない場合には申立てに係る権利につき失権の効力生ずる旨の裁判（除権決定）をする手続であり、主として有価証券を紛失した場合に多く使われる。権利に関する不動産登記の抹消を申請するにあたり登記義務者が行方不明の場合（手続については抹消登記を参照）も手続の対象になるが、除権決定には既判力がないこともあり、抹消登記手続のために公示催告手続が利用されることは少なく、実際には公示送達手続を前提とした民事訴訟手続を経て抹消される。
公示催告手続は、もともと訴訟事件として扱われていたこともあり、民事訴訟法（明治23年法律第29号、最終的な名称は公示催告手続ニ関スル法律となった）に規定が置かれていた。しかし、この手続は当事者間の権利関係を目的としたものではなく、口頭弁論を開くことが必須である訴訟手続とするよりは簡易な決定手続で行うのが相当として、手続が大幅に見直された上で本法に組み込まれた。

### 第4編 過料事件[4]
国の法律違反に対する行政上の秩序罰（詳細は行政罰を参照）としての過料を科すための手続である。過料事件は本来的には非訟事件には含まれないが、非訟事件と関連性を有するものとして、本法に手続規定が置かれている。本法制定時には附則としての位置づけであったが、上記の公示催告手続を本法に組み込んだ際、独立した編が設けられた。

## 商事非訟事件の削除
かつては、商法（明治32年法律第48号）に実体的な根拠がある実体的な根拠がある非訟事件に関する個別的な手続規定が、「第三編 商事非訟事件」として置かれていた。しかし、その中の商業登記に関する手続は、商業登記法（昭和38年法律第125号）の制定に伴い削除され、その他の規定も会社法（平成17年法律第86号）の制定に伴い削除された。
また、商事非訟事件に関し、135条ノ24から138条ノ16にかけて株式会社の会社整理や特別清算に関する手続規定が置かれていた。これらは沿革的には非訟事件としては把握されていなかった事件類型であり、訴訟に該当しないから非訟事件であるとして本法に手続規定を置いたものと考えられている。しかし、この部分は破産法や民事再生法などとともに倒産法制の法領域を形成するものと把握されており、本法に規定があることにより非訟事件の概念に混乱をもたらしていた。この点を問題視しないとしても、会社整理や特別清算に関する規定が本法と商法に分けて規定が置かれている問題があり、非常に分かりにくい立法方式となっていた。この点、会社法の制定に伴い、特別清算に関する規定は一括して会社法に置かれるようになったが（会社整理は廃止）、商法に由来する規定（会社法510条以下）と非訟事件手続法に由来する規定（会社法879条）が分かれていたり、手続に関して破産手続、再生手続、更生手続では民事訴訟法中の規定が主な準用規定になるのに対し（破産法13条、民事再生法18条、会社更生法13条）、おなじ倒産手続である特別清算手続では非訟事件と位置づけられているがゆえに（会社法第7編第3章第3節）、非訟事件手続法第1編が適用されるため、問題点は解決されていない。

## 構成及び内容（現行法）
現行法、旧法と比べて、以下のような改正を行った。

### 第1編 総則
管轄裁判所の指定、移送について規定を整備した。
旧法ではほとんど規定のなかった代理について規定を整備した。
不服申立てについて、即時抗告と提起期間の制限のない抗告の双方があったものを即時抗告に一本化した。
抗告審の手続で当事者の反論の機会を保障するとともに、再抗告、許可抗告、特別抗告の規定を整備した。
参加制度の創設、記録の閲覧制度の創設等により当事者等の手続保証を充実した。
非訟事件をより使いやすくするため、電話会議、テレビ会議等の利用を可能にした。
和解。調停の制度を創設した。
株価の算定等の専門的知見を要する事件の処理を容易・円滑化するため、専門委員制度を創設した。

### 第2編 民事非訟事件
制定時点では、第１章　裁判上の代位に関する事件、第２章　保存、供託等に関する事件となっていた。
民法の一部を改正する法律（平成29年6月2日法律第44号）により債権者代理についての規定が改正され非訟事件を提起する必要がなくなったため、民法の一部を改正する法律の施行に伴う関係法律の整備等に関する法律（平成29年法律第45号）により第1章は削除された。
民法等の一部を改正する法律（令和3年法律第24号）による改正で、第1章　共有に関する事件　第2章　土地等の管理に関する事件となった。第2章　保存、供託等に関する事件は、第3章に繰下げになった。

### 第3編 公示催告事件
すでに民事関係手続の改善のための民事訴訟法等の一部を改正する法律（平成16年12月3日法律第152号）による改正が行われていたため、新法の制定時点では大きな改正はなかった。

### 第4編 過料事件
すでに民事関係手続の改善のための民事訴訟法等の一部を改正する法律（平成16年12月3日法律第152号）による改正が行われていたため、新法の制定時点では大きな改正はなかった。

## 関連法令
借地借家法に基づく借地条件の変更等の手続については、非訟事件であるが、非訟事件手続法第37条、第40条及び第63条第1項後段の規定は、適用しない（借地借家法第42条）と規定するほか、第41条から第60条まで個別の規定を行っている、また家庭裁判所が管轄する家事審判手続については、性質上は非訟事件に属するとされながら別途家事事件手続法が制定されている。なお家事事件手続法の旧法にあたる家事審判法は、「非訟事件手続法第1編の規定を準用する。（第7条）」との規定があったが、家事事件手続法にはそのような規定はされていない。